# Список кардиналов, возведённых папой римским Григорием VI

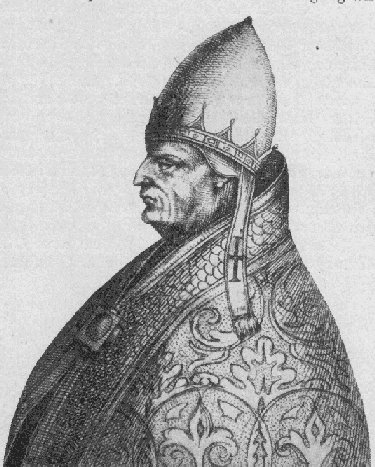
Папа Григорий VI

Кардиналы, возведённые Папой римским Григорием VI — четыре клирика и прелата были возведены в сан кардинала на двух Консисториях за полуторалетний понтификат Григория VI.

## Исторический дискурс
До XI века слово «кардинал» использовалось как прилагательное: «кардинальный епископ» и «кардинальный пресвитер». Когда Гумберт Сильва-Кандидский был назначен кардиналом, его называли «кардинальным епископом», слово «кардинал» затем стало существительным .

## Консистория от 1045 года
- Джованни (кардинальный епископ Лабьяко);
- Пьетро (кардинальный дьякон Святой Римской Церкви).

## Консистория от 1046 года
- Джорджо (кардинальный епископ Порто);
- Пьетро (кардинальный пресвитер неизвестного титула).